# Johann Ludwig Strecker

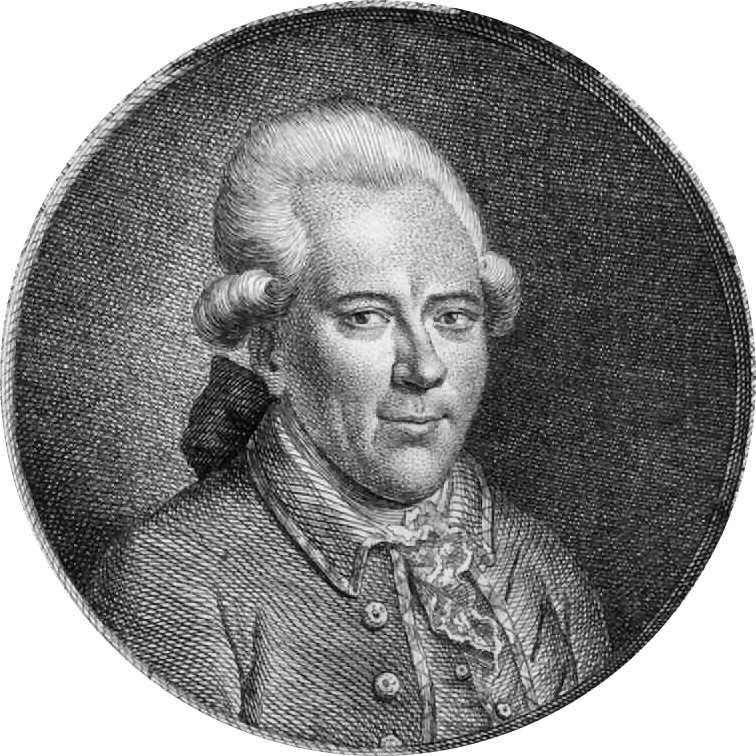
Georg Christoph Lichtenberg

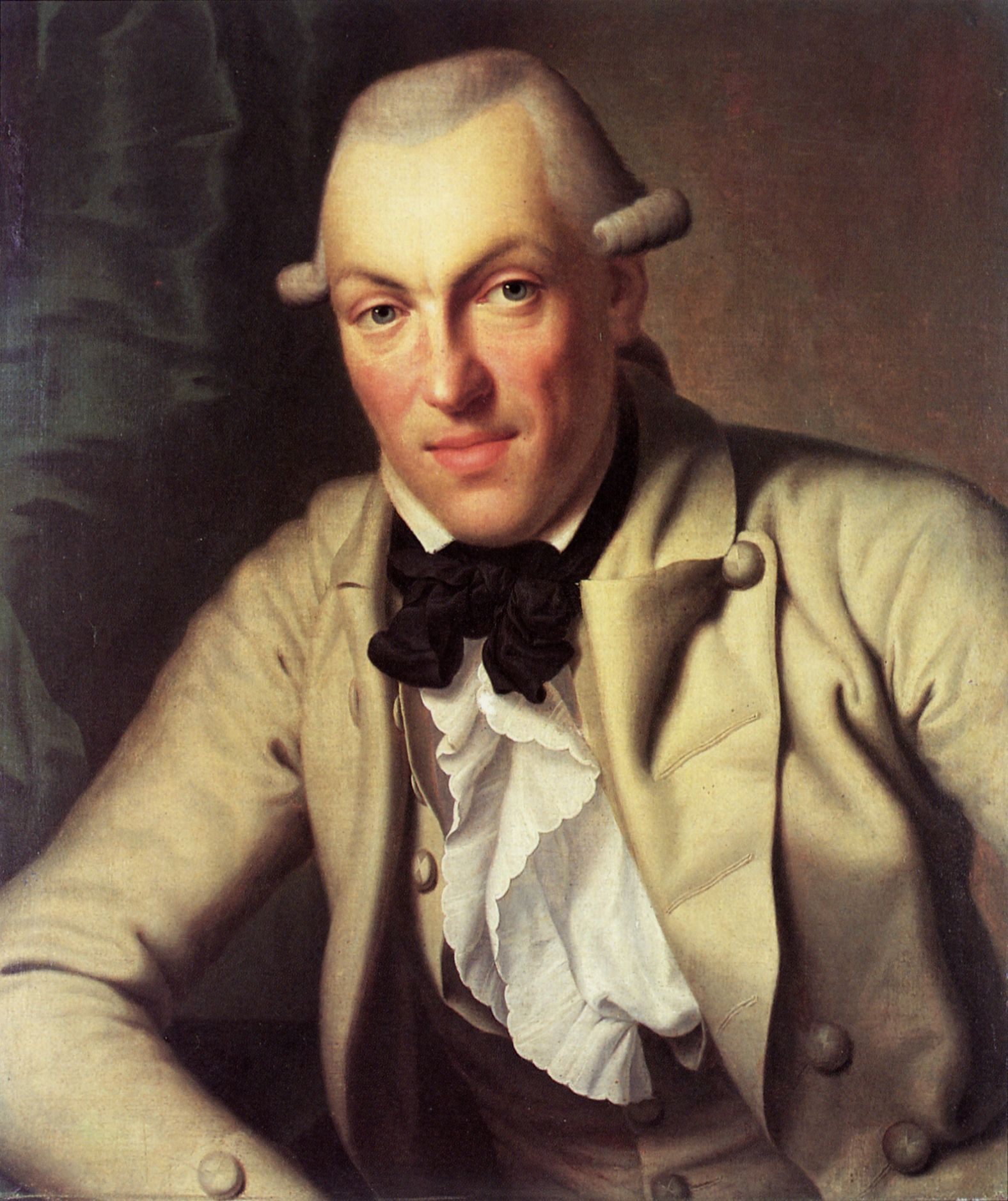
Johann Heinrich Merck

Johann Ludwig Strecker (* 7. Mai 1721 in Darmstadt; † 12. September 1799 ebenda) war ein deutscher Kunstmaler.

## Leben
Strecker war der Sohn des Thomas Michael Strecker (1680–1731), der seit 1718 Geheimer Kammersekretär, Kammer- und Jagdrat des Erbprinzen Ludwig VIII. von Hessen-Darmstadt war, und dessen Frau Margareta Barbara (geborene Koch, 1691–1715) einer Tochter des Johann Philipp Koch. Er wurde in Mainz bei Johann Christian Fiedler zum Maler ausgebildet und wurde seit 1741 durch den Landgrafen Ludwig VIII. unterstützt. Er wurde als Darmstädter Hofmaler bekannt und fertigte unter anderem Porträts von Georg Christoph Lichtenberg oder Johann Heinrich Merck
Strecker war seit 1764 mit Jakobea Magdalena Caroline (geborene Schott) verheiratet, einer Tochter des Zweibrückener Leibarztes Otto Schott.
Im Darmstädter Stadtteil Eberstadt wurde 1981 der Streckerweg nach ihm benannt.